# Libertas Brianza 2023-2024
Questa voce raccoglie le informazioni riguardanti la Libertas Brianza nelle competizioni ufficiali della stagione 2023-2024.

## Stagione
Nella stagione 2023-24 la Libertas Brianza assume la denominazione sponsorizzata di Pool Libertas Cantù.
Partecipa per la dodicesima volta, l'undicesima consecutiva, al campionato di Serie A2 classificandosi nona al termine della regular season.
La posizione in regular season consente al club di accedere alla Coppa Italia di Serie A2, dove viene eliminata nei quarti di finale dalla M&G.

## Organigramma societario
Area direttiva
- Presidente: Ambrogio Molteni
- Vicepresidente: Matteo Molteni
- Direttore sportivo: Maurizio Cairoli
- Team manager: Stefano Pozzi

Area tecnica
- Allenatore: Francesco Denora Caporusso
- Allenatore in seconda: Alessio Zingoni
- Scout man: Laura Vigilante Carollo
- Responsabile settore giovanile: Stefano Pozzi

Area comunicazione
- Addetto stampa: Francesca Molteni
- Grafica: Stefania Cozzone
- Speaker: Davide Valagussa
- Fotografo: Patrizia Tettamanti
- Telecronista: Alessandra Valtolina

Area marketing
- Responsabile marketing: Giovanni Indorato

Area sanitaria
- Staff medico: Federica Quadrini
- Medico sociale: Paolo Mascagni
- Preparatore atletico: Fabio Taiana
- Responsabile fisioterapista: Marco Pellizzoni
- Fisioterapista: Alessio Diral, Luca Pellegrinelli
- Consulente fisioterapico: Andrea Molteni

## Rosa
| N° | Nome                 | Ruolo | Data di nascita  | Nazionalità sportiva |
| -- | -------------------- | ----- | ---------------- | -------------------- |
| 2  | Lorenzo Magliano     | S     | 12 aprile 2005   | Italia               |
| 3  | Dario Monguzzi       | C     | 23 luglio 1984   | Italia               |
| 4  | Luca Butti           | L     | 8 dicembre 1991  | Italia               |
| 5  | Francesco Gianotti   | P     | 25 giugno 2003   | Italia               |
| 6  | Giuseppe Ottaviani   | S     | 12 dicembre 1991 | Italia               |
| 7  | Jonas Aguenier       | C     | 28 aprile 1992   | Francia              |
| 9  | Matteo Pedron        | P     | 14 luglio 1992   | Italia               |
| 10 | Francesco Quagliozzi | O     | 23 marzo 2003    | Italia               |
| 11 | Andrea Galliani      | S     | 6 gennaio 1988   | Italia               |
| 16 | Andrea Bacco         | S     | 4 marzo 2003     | Italia               |
| 17 | Matteo Picchio       | L     | 12 febbraio 2000 | Italia               |
| 22 | Redi Bakiri          | S     | 22 luglio 2000   | Albania              |
| 23 | Gianluca Rossi       | C     | 14 marzo 2003    | Italia               |
| 32 | Kristian Gamba       | O     | 16 maggio 2000   | Italia               |

## Mercato
| Acquisti                               | Acquisti             | Acquisti          | Acquisti   |
| R.                                     | Nome                 | da                | Modalità   |
| -------------------------------------- | -------------------- | ----------------- | ---------- |
| S                                      | Andrea Bacco         | Macerata          | definitivo |
| S                                      | Redi Bakiri          | Aich/Dob          | definitivo |
| S                                      | Lorenzo Magliano     | Milano            | definitivo |
| P                                      | Matteo Pedron        | Cuneo             | definitivo |
| O                                      | Francesco Quagliozzi | Modica            | definitivo |
| C                                      | Gianluca Rossi       | Milano            | definitivo |
| Trasferimenti nel corso della stagione |                      |                   |            |
| S                                      | Andrea Galliani      | Atlantide Brescia | definitivo |

| Cessioni                               | Cessioni            | Cessioni    | Cessioni   |
| R.                                     | Nome                | a           | Modalità   |
| -------------------------------------- | ------------------- | ----------- | ---------- |
| P                                      | Alessio Alberini    | Prata       | definitivo |
| S                                      | Alessandro Carucci  | ?           | ?          |
| S                                      | Federico Compagnoni | New Mater   | definitivo |
| S                                      | Alessandro Galliani | Bari        | definitivo |
| C                                      | Federico Mazza      | Sabaudia    | definitivo |
| S                                      | Alessandro Preti    | Tricolore   | definitivo |
| S                                      | Giacomo Rota        | PCG Bresso  | definitivo |
| Trasferimenti nel corso della stagione |                     |             |            |
| S                                      | Redi Bakiri         | Karlovarsko | definitivo |

## Risultati

### Serie A2

#### Girone di andata
| 1ª Giornata - 15 ottobre 2023 PalaFrancescucci, Casnate con Bernate   | Libertas Brianza  | 1 - 3 | Virtus Aversa    | 25-20, 17-25, 31-33, 21-25        |
| 2ª Giornata - 22 ottobre 2023 PalaGrotte, Castellana Grotte           | New Mater         | 0 - 3 | Libertas Brianza | 16-25, 22-25, 27-29               |
| 3ª Giornata - 28 ottobre 2023 PalaCosta, Ravenna                      | Porto Robur Costa | 3 - 1 | Libertas Brianza | 25-19, 20-25, 25-18, 25-22        |
| 4ª Giornata - 1º novembre 2023 PalaFrancescucci, Casnate con Bernate  | Libertas Brianza  | 1 - 3 | Prata            | 23-25, 25-27, 25-16, 12-25        |
| 5ª Giornata - 5 novembre 2023 PalaParenti, Santa Croce sull'Arno      | Emma Villas       | 3 - 1 | Libertas Brianza | 25-19, 23-25, 25-19, 25-22        |
| 6ª Giornata - 12 novembre 2023 PalaFrancescucci, Casnate con Bernate  | Libertas Brianza  | 2 - 3 | Tricolore        | 25-21, 25-22, 19-25, 21-25, 6-15  |
| 7ª Giornata - 19 novembre 2023 PalaParenti, Santa Croce sull'Arno     | Lupi Santa Croce  | 1 - 3 | Libertas Brianza | 28-26, 19-25, 18-25, 21-25        |
| 8ª Giornata - 25 novembre 2023 PalaFrancescucci, Casnate con Bernate  | Libertas Brianza  | 2 - 3 | M&G              | 22-25, 25-18, 15-25, 25-23, 8-15  |
| 9ª Giornata - 3 dicembre 2023 Palasport Comunale, Ortona              | Impavida Ortona   | 2 - 3 | Libertas Brianza | 25-12, 23-25, 18-25, 25-15, 13-15 |
| 10ª Giornata - 7 dicembre 2023 PalaSanFilippo, Brescia                | Atlantide Brescia | 3 - 2 | Libertas Brianza | 25-20, 22-25, 25-14, 19-25, 15-10 |
| 11ª Giornata - 10 dicembre 2023 PalaFrancescucci, Casnate con Bernate | Libertas Brianza  | 3 - 2 | Porto Viro       | 23-25, 25-22, 17-25, 25-17, 17-15 |
| 12ª Giornata - 17 dicembre 2023 Pala Santa Maria, Pineto              | Pineto            | 1 - 3 | Libertas Brianza | 18-25, 26-24, 18-25, 23-25        |
| 13ª Giornata - 26 dicembre 2023 PalaFrancescucci, Casnate con Bernate | Libertas Brianza  | 1 - 3 | Cuneo            | 22-25, 29-31, 26-24, 32-34        |

#### Girone di ritorno
| 14ª Giornata - 30 dicembre 2023 PalaJacazzi, Aversa                    | Virtus Aversa    | 0 - 3 | Libertas Brianza  | 19-25, 22-25, 26-28               |
| 15ª Giornata - 24 gennaio 2024 PalaFrancescucci, Casnate con Bernate   | Libertas Brianza | 0 - 3 | New Mater         | 15-25, 18-25, 22-25               |
| 16ª Giornata - 16 gennaio 2024 PalaFrancescucci, Casnate con Bernate   | Libertas Brianza | 0 - 3 | Porto Robur Costa | 26-28, 18-25, 24-26               |
| 17ª Giornata - 20 gennaio 2024 PalaCrisafulli, Pordenone               | Prata            | 3 - 0 | Libertas Brianza  | 26-24, 25-22, 27-25               |
| 18ª Giornata - 28 gennaio 2024 PalaFrancescucci, Casnate con Bernate   | Libertas Brianza | 1 - 3 | Emma Villas       | 22-25, 25-18, 20-25, 20-25        |
| 19ª Giornata - 4 febbraio 2024 PalaBigi, Reggio nell'Emilia            | Tricolore        | 1 - 3 | Libertas Brianza  | 25-19, 24-26, 17-25, 21-25        |
| 20ª Giornata - 11 febbraio 2024 PalaFrancescucci, Casnate con Bernate  | Libertas Brianza | 3 - 2 | Lupi Santa Croce  | 25-23, 17-25, 25-21, 22-25, 20-18 |
| 21ª Giornata - 18 febbraio 2024 Palasport Grottazzolina, Grottazzolina | M&G              | 3 - 0 | Libertas Brianza  | 25-13, 32-30, 30-28               |
| 22ª Giornata - 25 febbraio 2024 PalaFrancescucci, Casnate con Bernate  | Libertas Brianza | 3 - 2 | Impavida Ortona   | 22-25, 23-25, 25-13, 25-23, 15-12 |
| 23ª Giornata - 3 marzo 2024 PalaFrancescucci, Casnate con Bernate      | Libertas Brianza | 3 - 1 | Atlantide Brescia | 25-23, 25-18, 23-25, 25-23        |
| 24ª Giornata - 9 marzo 2024 Palazzetto dello Sport, Porto Viro         | Porto Viro       | 3 - 1 | Libertas Brianza  | 25-15, 21-25, 25-23, 25-13        |
| 25ª Giornata - 17 marzo 2024 PalaFrancescucci, Casnate con Bernate     | Libertas Brianza | 3 - 2 | Pineto            | 25-20, 25-27, 25-19, 22-25, 15-10 |
| 26ª Giornata - 24 marzo 2024 PalaCastagnaretta, Cuneo                  | Cuneo            | 3 - 0 | Libertas Brianza  | 25-18, 25-20, 25-20               |

### Coppa Italia di Serie A2
| Gara 1 Ottavi di finale - 14 aprile 2024 PalaParenti, Santa Croce sull'Arno     | Lupi Santa Croce | 2 - 3 | Libertas Brianza | 25-16, 25-22, 23-25, 19-25, 10-15 |
| Gara 2 Ottavi di finale - 21 aprile 2024 PalaFrancescucci, Casnate con Bernate  | Libertas Brianza | 3 - 2 | Lupi Santa Croce | 25-23, 24-26, 25-18, 19-25, 16-14 |
| Andata Quarti di finale - 1º maggio 2024 PalaFrancescucci, Casnate con Bernate  | Libertas Brianza | 1 - 3 | M&G              | 26-24, 16-25, 19-25, 25-27        |
| Ritorno Quarti di finale - 5 maggio 2024 Palasport Grottazzolina, Grottazzolina | M&G              | 3 - 1 | Libertas Brianza | 22-25, 25-15, 25-17, 25-19        |

## Statistiche

### Statistiche di squadra
| Competizione             | Punti | In casa | In casa | In casa | In trasferta | In trasferta | In trasferta | Totale | Totale | Totale |
| Competizione             | Punti | G       | V       | P       | G            | V            | P            | G      | V      | P      |
| ------------------------ | ----- | ------- | ------- | ------- | ------------ | ------------ | ------------ | ------ | ------ | ------ |
| Serie A2                 | 31    | 13      | 5       | 8       | 13           | 6            | 7            | 26     | 11     | 15     |
| Coppa Italia di Serie A2 |       | 2       | 1       | 1       | 2            | 1            | 1            | 4      | 2      | 2      |
| Totale                   | -     | 15      | 6       | 9       | 15           | 7            | 8            | 30     | 13     | 17     |

G = partite giocate; V = partite vinte; P = partite perse 

### Statistiche dei giocatori
| Giocatore     | Serie A2 | Serie A2 | Serie A2 | Serie A2 | Serie A2 | Coppa Italia di Serie A2 | Coppa Italia di Serie A2 | Coppa Italia di Serie A2 | Coppa Italia di Serie A2 | Coppa Italia di Serie A2 | Totale | Totale | Totale | Totale | Totale |
| Giocatore     | P        | PT       | AV       | MV       | BV       | P                        | PT                       | AV                       | MV                       | BV                       | P      | PT     | AV     | MV     | BV     |
| ------------- | -------- | -------- | -------- | -------- | -------- | ------------------------ | ------------------------ | ------------------------ | ------------------------ | ------------------------ | ------ | ------ | ------ | ------ | ------ |
| J. Aguenier   | 26       | 241      | 155      | 77       | 9        | 4                        | 39                       | 29                       | 8                        | 2                        | 30     | 280    | 184    | 85     | 11     |
| A. Bacco      | 19       | 23       | 18       | 2        | 3        | 4                        | 14                       | 12                       | 2                        | 0                        | 23     | 37     | 30     | 4      | 3      |
| R. Bakiri     | 12       | 77       | 66       | 10       | 1        | -                        | -                        | -                        | -                        | -                        | 12     | 77     | 66     | 10     | 1      |
| L. Butti      | 26       | 0        | 0        | 0        | 0        | 4                        | 0                        | 0                        | 0                        | 0                        | 30     | 0      | 0      | 0      | 0      |
| A. Galliani   | 14       | 126      | 104      | 16       | 6        | 4                        | 48                       | 43                       | 4                        | 1                        | 18     | 174    | 147    | 20     | 7      |
| K. Gamba      | 26       | 578      | 496      | 33       | 49       | 4                        | 84                       | 71                       | 6                        | 7                        | 30     | 662    | 567    | 39     | 56     |
| F. Gianotti   | 16       | 1        | 1        | 0        | 0        | 2                        | 1                        | 1                        | 0                        | 0                        | 18     | 2      | 2      | 0      | 0      |
| L. Magliano   | 24       | 118      | 103      | 9        | 6        | 4                        | 14                       | 12                       | 1                        | 1                        | 28     | 132    | 115    | 10     | 7      |
| D. Monguzzi   | 25       | 125      | 74       | 43       | 8        | 4                        | 23                       | 15                       | 8                        | 0                        | 29     | 148    | 89     | 51     | 8      |
| G. Ottaviani  | 26       | 267      | 222      | 11       | 34       | 2                        | 18                       | 17                       | 0                        | 1                        | 28     | 285    | 239    | 11     | 35     |
| M. Pedron     | 26       | 58       | 30       | 21       | 7        | 4                        | 6                        | 4                        | 2                        | 0                        | 30     | 64     | 34     | 23     | 7      |
| M. Picchio    | 11       | 0        | 0        | 0        | 0        | 3                        | 0                        | 0                        | 0                        | 0                        | 14     | 0      | 0      | 0      | 0      |
| F. Quagliozzi | 13       | 12       | 10       | 0        | 2        | 4                        | 4                        | 3                        | 1                        | 0                        | 17     | 16     | 13     | 1      | 2      |
| G. Rossi      | 11       | 30       | 21       | 9        | 0        | 2                        | 4                        | 3                        | 1                        | 0                        | 13     | 34     | 24     | 10     | 0      |

P = presenze; PT = punti totali; AV = attacchi vincenti; MV = muri vincenti; BV = battute vincenti